# Circonscription de Parramatta

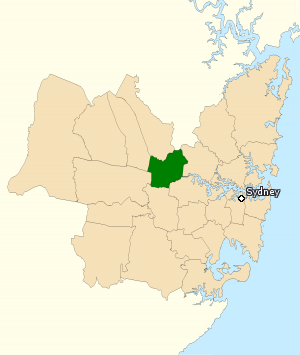
La circonscription de Parramatta (en vert) à l'ouest de Sydney (en beige) en Nouvelle-Galles du Sud.

La circonscription de Parramatta est une circonscription électorale australienne en Nouvelle-Galles du Sud. Elle est située à l'ouest de Sydney et comprend les quartiers de Parramatta, Carlingford, Westmead et Rydalmere.
La circonscription a été créée en 1901 et est l'une des 75 circonscriptions de la première élection fédérale. Elle porte le nom d'une localité de la circonscription. C'est une circonscription très disputée. Son député le plus célèbre fut Joseph Cook qui fut premier ministre de 1913 à 1914.

## Députés
| Nom               | Parti                       | Période de mandat |
| ----------------- | --------------------------- | ----------------- |
| Joseph Cook       | Free Trade, Anti-Socialiste | 1901-1909         |
| Joseph Cook       | Commonwealth                | 1909–1916         |
| Joseph Cook       | Nationaliste                | 1916-1921         |
| Herbert Pratten   | Nationaliste                | 1921-1922         |
| Eric Bowden       | Nationaliste                | 1922-1929         |
| Albert Rowe       | Travailliste                | 1929–1931         |
| Frederick Stewart | United Australia            | 1931–1946         |
| Howard Beale      | Libéral                     | 1946–1958         |
| Garfield Barwick  | Libéral                     | 1958–1964         |
| Nigel Bowen       | Libéral                     | 1964–1973         |
| Philip Ruddock    | Libéral                     | 1973–1977         |
| John Brown        | Travailliste                | 1977–1990         |
| Paul Elliott      | Travailliste                | 1990–1996         |
| Ross Cameron      | Libéral                     | 1996–2004         |
| Julie Owens       | Travailliste                | 2004–en cours     |